# Chen Shuozhen
Chen Shuozhen (Xinès: 陳碩真; morta el 653) va ser una dona de la dinastia Tang de Muzhou (a l'actual Chun'an, Zhejiang), que va dirigir un aixecament camperol el 653. Durant la rebel·lió, es va declarar Emperador Wenjia (文佳皇帝), convertint-se en la primera dona líder rebel de la història xinesa a assumir el títol d'Huangdi (Emperador). Shuozhen va tocar campanes i va cremar encens mentre marxava a la guerra. Es deia que tenia poders màgics, i la seva gent creia que era una deïtat.

## Biografia
Chen Shuozhen va néixer d'un entorn humil i d'esclavitud. En els primers anys de Tang Gaozong, la zona de Zhejiang, va passar per períodes successius de fam. Els pagesos vivien en condicions precàries, per la fam i també per l'opressió dels nobles, per això, hi va haver un descontentament creixent amb els senyors feudals i l'Imperi. Chen Shuozhen apareix en aquesta situació, atrient la simpatia de les víctimes de la fam, robant als aristòcrates per ajudar el poble.
L'any 653 dC, menys de quatre anys després de la mort de l'emperador Taizong, es va produir un aixecament camperol a gran escala a Zhejiang durant els quatre anys del Yonghui de Tang Gaozong. Chen Shuozhen va ser la líder d'aquesta rebel·lió, va afirmar que havia tornat al món des del cel i es va convertir en un home. Va reunir un gran nombre de creients. A principis de 653, va començar el seu propi exèrcit i va afirmar ser "l'emperador Wenjia"; i va nomenar el seu cunyat (Zhang Shuzeng) com a primer ministre.
L'emperador Wenjia va mobilitzar dues mil persones a capturar Chenzhou i el comtat de Yuqian, també va atacar Zhangzhou però va fracassar. Després de diverses batalles i sagnants batalles, els insurgents van morir i van resultar ferits, i finalment tot l'exèrcit va ser exterminat. Chen Shuozhen també va ser assassinada el novembre d'aquell any, i desenes de milers de persones es van rendir.
El regnat de l'emperador Wenjia va durar només dos mesos, amb l'última de les seves 14.000 tropes rendides a finals del 653. La seva història sobreviu, però, ja que es diu que va inspirar l'aixecament de Fang La al final de la dinastia Song del Nord i segueix sent prominent en el folklore de Zhejiang.